# 冠唇花
冠唇花（学名：Microtoena insuavis）为唇形科冠唇花属下的一个种。

## 扩展阅读
- 維基物種上的相關：冠唇花